# SingStar Queen
SingStar Queen è un videogioco musicale, sviluppato esclusivamente per PlayStation 3 e PlayStation 2 dallo studio londinese, SCE London Studio.
Il titolo contiene ben 25 tracce per PS3 e 20 per PS2, in tutti e due i casi vi rientrano tutte le canzoni più famose e conosciute del gruppo.

## Tracce presenti nel gioco[1]
- "A Kind Of Magic" (Esclusivo PS3)
- "Another One Bites The Dust"
- "Bicycle Race"
- "Bohemian Rhapsody"
- "Breakthru"
- "Crazy Little Thing Called Love"
- "Don't Stop Me Now"
- "Fat Bottomed Girls"
- "Hammer To Fall" (Esclusivo PS3)
- "I Want It All"
- "I Want To Break Free"
- "Innuendo"
- "Killer Queen" (Esclusivo PS3)
- "One Vision"
- "Play The Game"
- "Radio Ga Ga" (Esclusivo PS3)
- "Somebody To Love"
- "The Show Must Go On" (Esclusivo PS3)
- "These Are The Days Of Our Lives"
- "Tie Your Mother Down"
- "Under Pressure"
- "We Are The Champions"
- "We Will Rock You"
- "Who Wants To Live Forever"
- "You're My Best Friend"